# Aldeia News
Aldeia News é um programa televisivo da Record News apresentado por Thiago Moraes. Os principais assuntos abordados no programa Reportagens especiais sobre natureza, aventura, turismo e curiosidades.  esportes radicais e culturas e costumes de diferentes povos. É exibido de segunda-feira a sexta-feira às 23h15 e aos domingos às 09h00. Desde que retornou à programação da emissora de notícias, o Aldeia News vem se destacando em audiência. vencendo a Globo News e a CNN Brasil.

## Aldeia Global
- O programa se chamava Aldeia Global [4], até o dia 3 de setembro de 2008[5]. No dia seguinte o nome foi alterado para Aldeia News.[6] A mudança foi tomada em uma decisão da direção do programa. A ideia da emissora é padronizar o maior número de programas com o nome News para marcar o canal, e apagar uma possível referência à Rede Globo.

## Ex apresentadoras
- Tatiana Chiari
- Roberta Piza